# Coccorchestes triplex
Coccorchestes triplex är en spindelart som beskrevs av Balogh 1980. Coccorchestes triplex ingår i släktet Coccorchestes och familjen hoppspindlar. Inga underarter finns listade i Catalogue of Life.